# Dystrykty Laosu
Laos dzieli się na 16 prowincji (khoueng), 1 prefekturę (kampheng nakhon) oraz stolicę kraju, Wientian (nakhon luang). W latach 1994–2006 na terenie Laosu znajdowała się strefa specjalna (khetphiset) Xaisômboun, której obszar po 2006 roku znalazł się w granicach sąsiadujących prowincji Wientian i Xieng Khouang. Każda prowincja dzieli się na 'dystrykty (muang), które z kolei dzielą się na wsie (baan).

## Dystrykty Laosu

### Prefektura Wientian

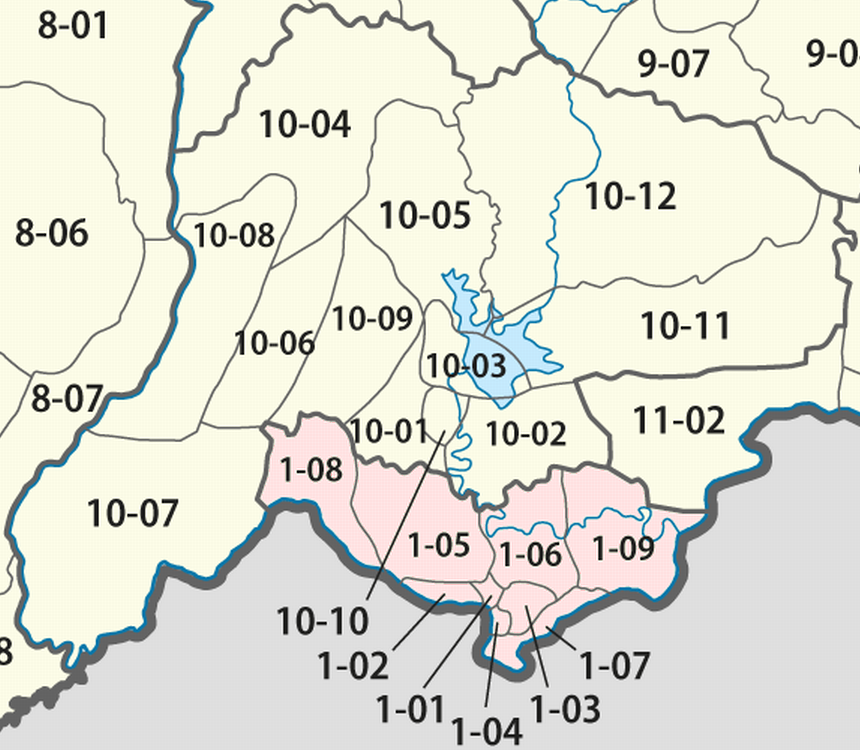
Podział prefektury Wientian

| №    | Dystrykt                       | Prowincja           |
| ---- | ------------------------------ | ------------------- |
| 1-01 | Chanthabuly                    | Prefektura Wientian |
| 1-02 | Sikhottabong                   | Prefektura Wientian |
| 1-03 | Xaysetha (prefektura Wientian) | Prefektura Wientian |
| 1-04 | Sisattanak                     | Prefektura Wientian |
| 1-05 | Naxaithong                     | Prefektura Wientian |
| 1-06 | Xaythany                       | Prefektura Wientian |
| 1-07 | Hadxayfong                     | Prefektura Wientian |
| 1-08 | Sangthong                      | Prefektura Wientian |
| 1-09 | Mayparkngum                    | Prefektura Wientian |

### Prowincja Phôngsali

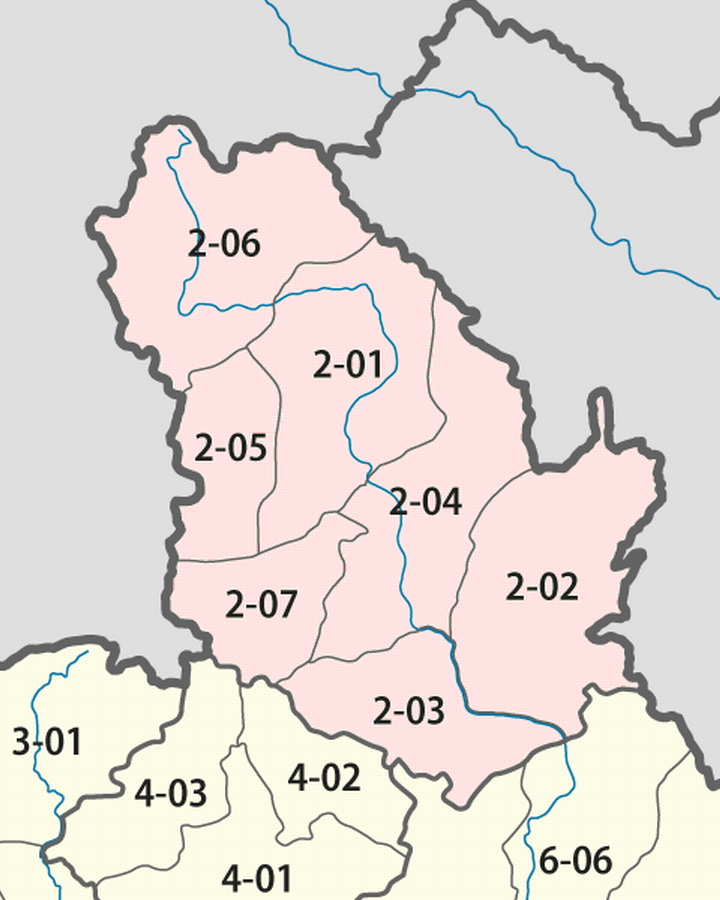
Podział prowincji Phôngsali

| №    | Dystrykt   | Prowincja           |
| ---- | ---------- | ------------------- |
| 2-01 | Phongsaly  | Prowincja Phôngsali |
| 2-02 | May (Laos) | Prowincja Phôngsali |
| 2-03 | Khoua      | Prowincja Phôngsali |
| 2-04 | Samphanh   | Prowincja Phôngsali |
| 2-05 | Boun Neua  | Prowincja Phôngsali |
| 2-06 | Yot Ou     | Prowincja Phôngsali |
| 2-07 | Boun Tay   | Prowincja Phôngsali |

### Prowincja Louang Namtha

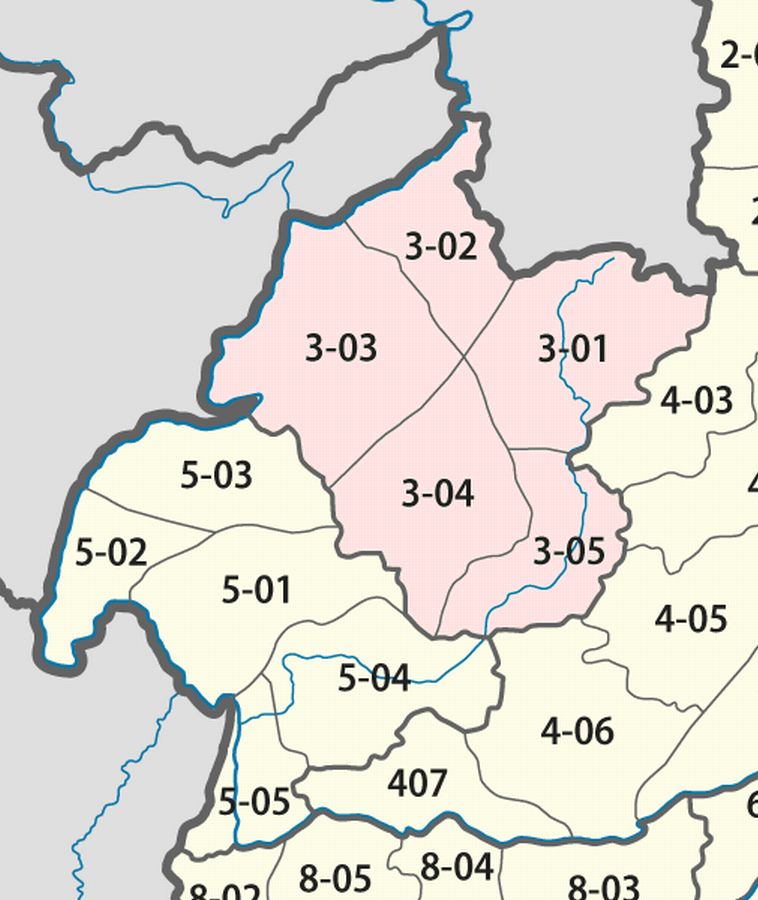
Podział prowincji Louang Namtha

| №    | Dystrykt     | Prowincja               |
| ---- | ------------ | ----------------------- |
| 3-01 | Namtha       | Prowincja Louang Namtha |
| 3-02 | Muang Sing   | Prowincja Louang Namtha |
| 3-03 | Long         | Prowincja Louang Namtha |
| 3-04 | Viengphoukha | Prowincja Louang Namtha |
| 3-05 | Na Le        | Prowincja Louang Namtha |

### Prowincja Oudômxai

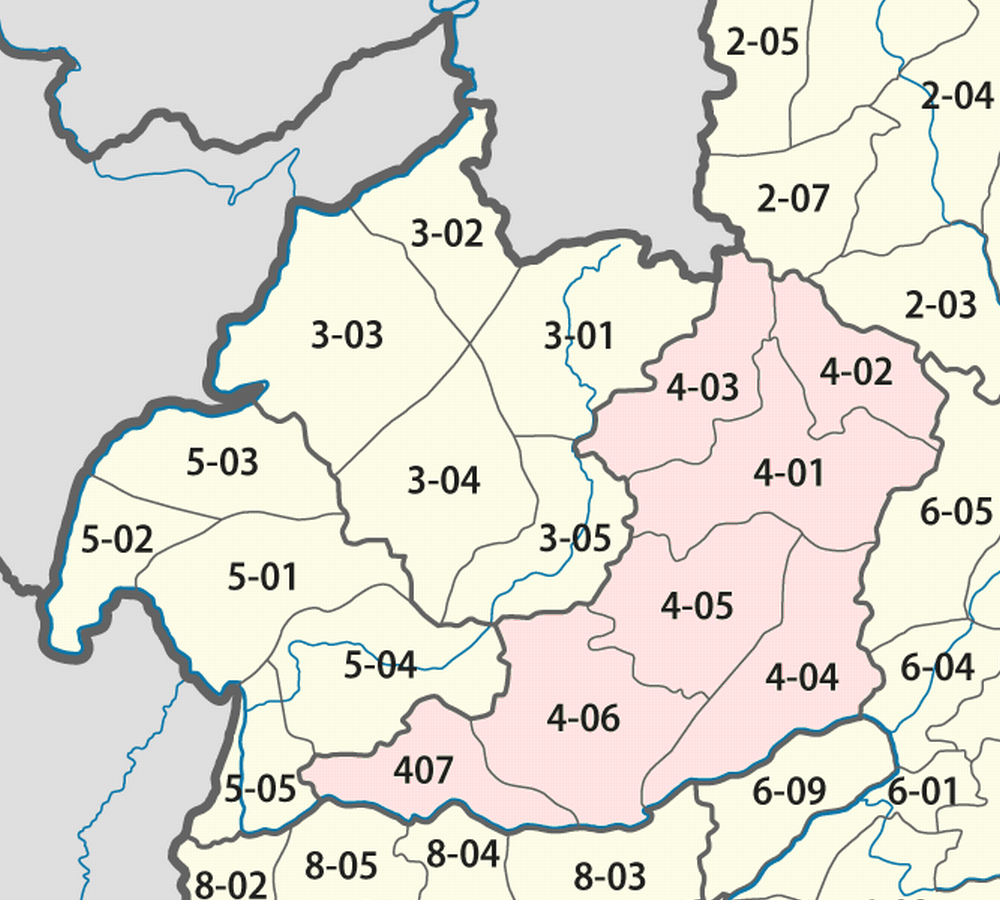
Podział prowincji Oudômxai

| №    | Dystrykt     | Prowincja          |
| ---- | ------------ | ------------------ |
| 4-01 | Xay District | Prowincja Oudômxai |
| 4-02 | La           | Prowincja Oudômxai |
| 4-03 | Na Mo        | Prowincja Oudômxai |
| 4-04 | Nga          | Prowincja Oudômxai |
| 4-05 | Beng         | Prowincja Oudômxai |
| 4-06 | Houne        | Prowincja Oudômxai |
| 4-07 | Pak Beng     | Prowincja Oudômxai |

### Prowincja Bokéo

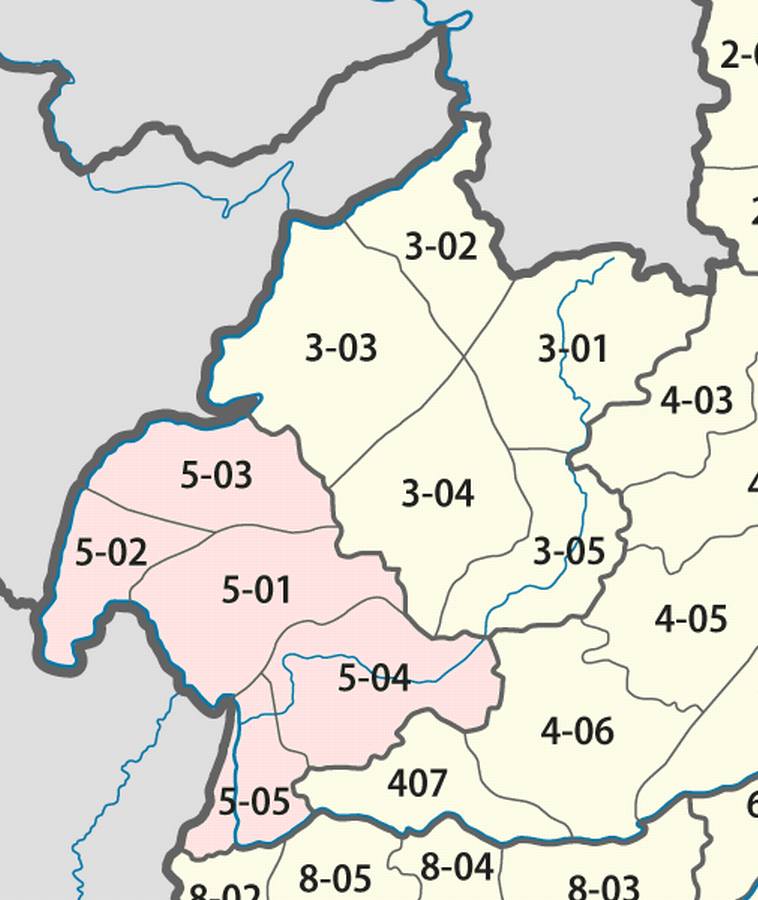
Podział prowincji Bokéo

| №    | Dystrykt   | Prowincja       |
| ---- | ---------- | --------------- |
| 5-01 | Houay Xay  | Prowincja Bokéo |
| 5-02 | Ton Pheung | Prowincja Bokéo |
| 5-03 | Meung      | Prowincja Bokéo |
| 5-04 | Pha Oudom  | Prowincja Bokéo |
| 5-05 | Paktha     | Prowincja Bokéo |
| 5-06 | Nam You    | Prowincja Bokéo |

### Prowincja Louangphrabang

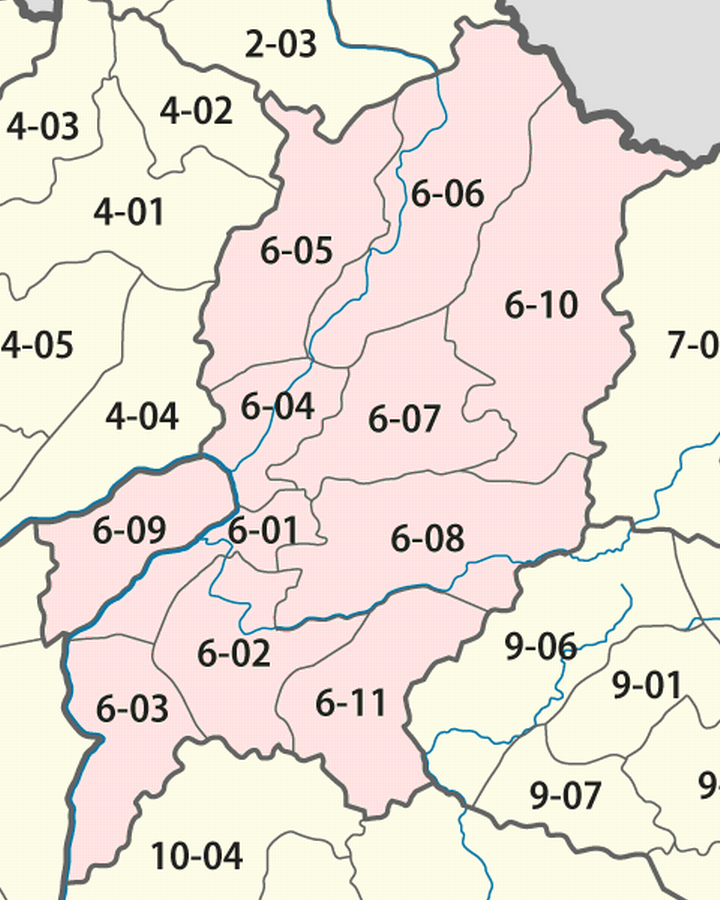
Podział prowincji Louangphrabang

| №    | Dystrykt                   | Prowincja                |
| ---- | -------------------------- | ------------------------ |
| 6-01 | Louangphrabang             | Prowincja Louangphrabang |
| 6-02 | Xieng Ngeun                | Prowincja Louangphrabang |
| 6-03 | Nane                       | Prowincja Louangphrabang |
| 6-04 | Park Ou                    | Prowincja Louangphrabang |
| 6-05 | Nambak                     | Prowincja Louangphrabang |
| 6-06 | Ngoi                       | Prowincja Louangphrabang |
| 6-07 | Pak Xeng                   | Prowincja Louangphrabang |
| 6-08 | Phonxay                    | Prowincja Louangphrabang |
| 6-09 | Chomphet                   | Prowincja Louangphrabang |
| 6-10 | Viengkham (Louangphrabang) | Prowincja Louangphrabang |
| 6-11 | Phoukhoune                 | Prowincja Louangphrabang |
| 6-12 | Phonthong                  | Prowincja Louangphrabang |
| 7-01 | Xamneua                    | Prowincja Louangphrabang |
| 7-02 | Xiengkhor                  | Prowincja Louangphrabang |
| 7-03 | Viengthong                 | Prowincja Louangphrabang |
| 7-04 | Viengxay                   | Prowincja Louangphrabang |
| 7-05 | Huameuang                  | Prowincja Louangphrabang |
| 7-06 | Xamtay                     | Prowincja Louangphrabang |
| 7-07 | Sop Bao                    | Prowincja Louangphrabang |
| 7-08 | Muang Et                   | Prowincja Louangphrabang |

### Prowincja Xaignabouli
| №    | Dystrykt   | Prowincja             |
| ---- | ---------- | --------------------- |
| 8-01 | Xayabury   | Prowincja Xaignabouli |
| 8-02 | Khop       | Prowincja Xaignabouli |
| 8-03 | Hongsa     | Prowincja Xaignabouli |
| 8-04 | Ngeun      | Prowincja Xaignabouli |
| 8-05 | Xienghone  | Prowincja Xaignabouli |
| 8-06 | Phiang     | Prowincja Xaignabouli |
| 8-07 | Parklai    | Prowincja Xaignabouli |
| 8-08 | Kenethao   | Prowincja Xaignabouli |
| 8-09 | Botene     | Prowincja Xaignabouli |
| 8-10 | Thongmyxay | Prowincja Xaignabouli |

### Prowincja Xieng Khouang

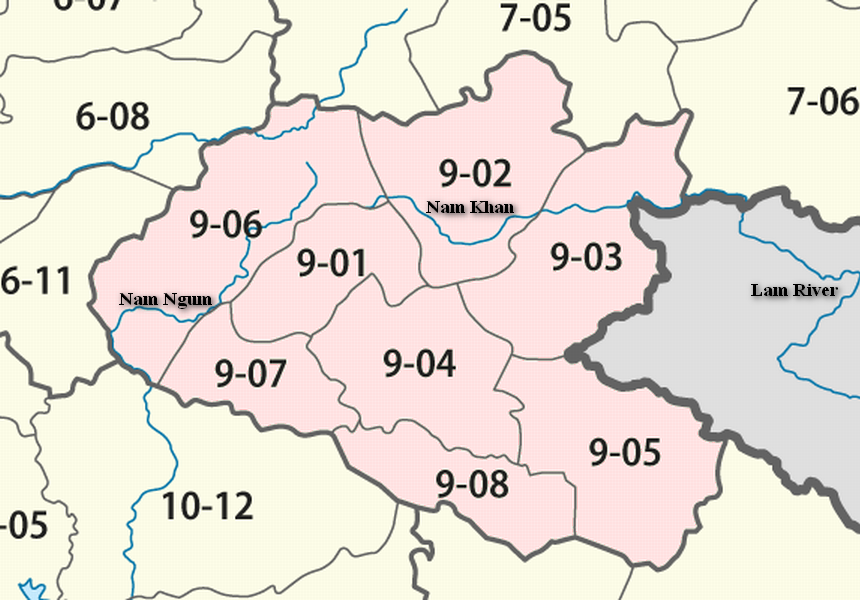
Podział prowincji Xieng Khouang

| №    | Dystrykt | Prowincja               |
| ---- | -------- | ----------------------- |
| 9-01 | Pek      | Prowincja Xieng Khouang |
| 9-02 | Kham     | Prowincja Xieng Khouang |
| 9-03 | Nonghed  | Prowincja Xieng Khouang |
| 9-04 | Khoune   | Prowincja Xieng Khouang |
| 9-05 | Morkmay  | Prowincja Xieng Khouang |
| 9-06 | Phookood | Prowincja Xieng Khouang |
| 9-07 | Phaxay   | Prowincja Xieng Khouang |
| 9-08 | Thatom   | Prowincja Xieng Khouang |

### Prowincja Wientian

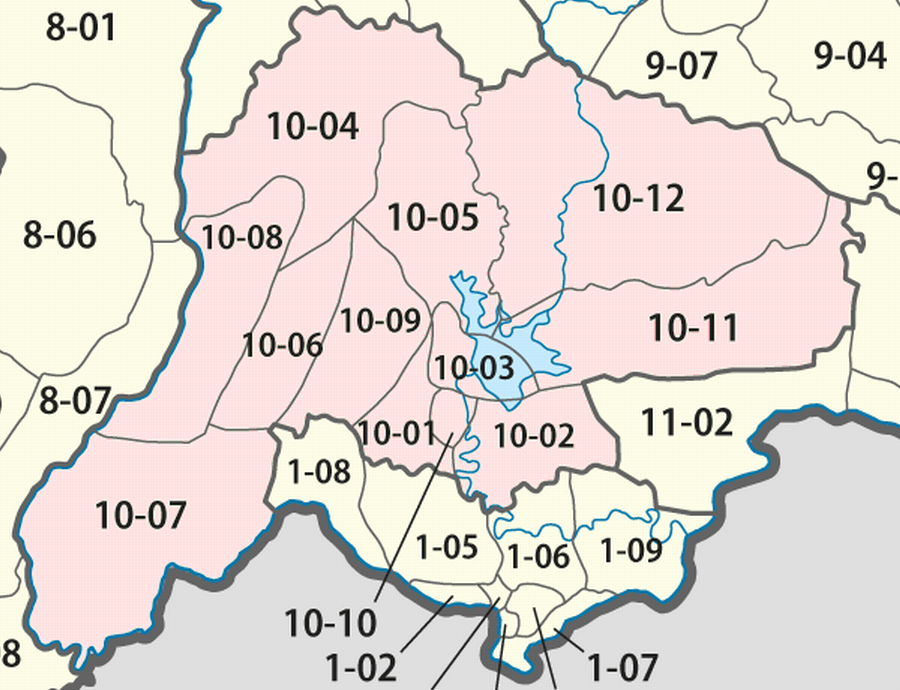
Podział prowincji Wientian

| №     | Dystrykt   | Prowincja          |
| ----- | ---------- | ------------------ |
| 10-01 | Phonthong  | Prowincja Wientian |
| 10-02 | Thoulakhom | Prowincja Wientian |
| 10-03 | Keo Oudom  | Prowincja Wientian |
| 10-04 | Kasy       | Prowincja Wientian |
| 10-05 | Vangvieng  | Prowincja Wientian |
| 10-06 | Feuang     | Prowincja Wientian |
| 10-07 | Xanakharm  | Prowincja Wientian |
| 10-08 | Mad        | Prowincja Wientian |
| 10-09 | Hinhurp    | Prowincja Wientian |
| 10-10 | Viengkham  | Prowincja Wientian |
| 10-11 | Hom        | Prowincja Wientian |
| 10-12 | Xaysomboun | Prowincja Wientian |

### Prowincja Bolikhamxai

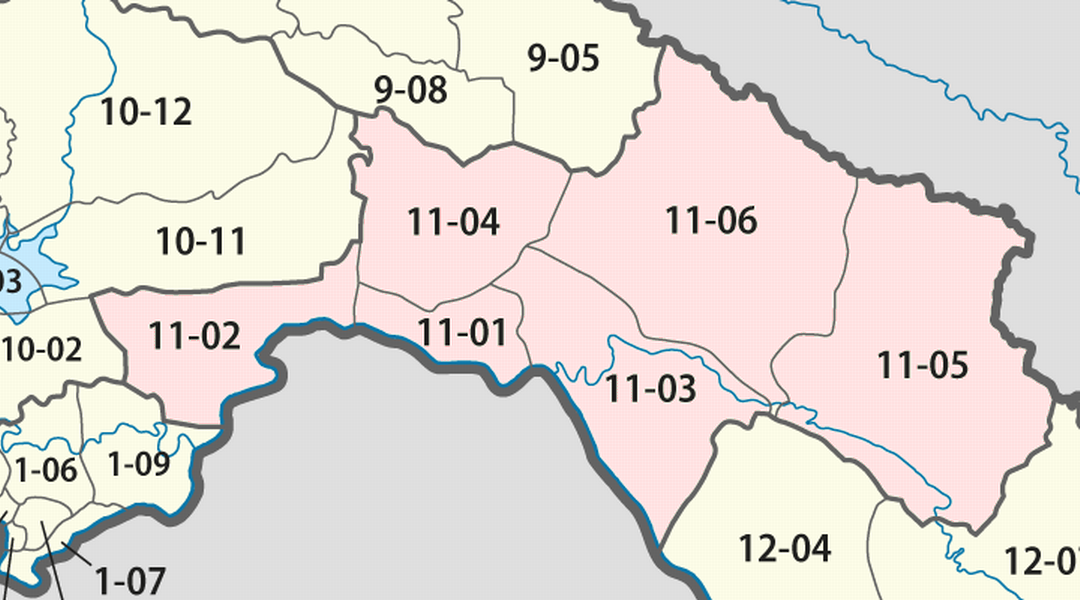
Podział prowincji Bolikhamxai

| №     | Dystrykt   | Prowincja             |
| ----- | ---------- | --------------------- |
| 11-01 | Paksane    | Prowincja Bolikhamxai |
| 11-02 | Thaphabath | Prowincja Bolikhamxai |
| 11-03 | Pakkading  | Prowincja Bolikhamxai |
| 11-04 | Bolikhanh  | Prowincja Bolikhamxai |
| 11-05 | Khamkeuth  | Prowincja Bolikhamxai |
| 11-06 | Viengthong | Prowincja Bolikhamxai |

### Prowincja Khammouan

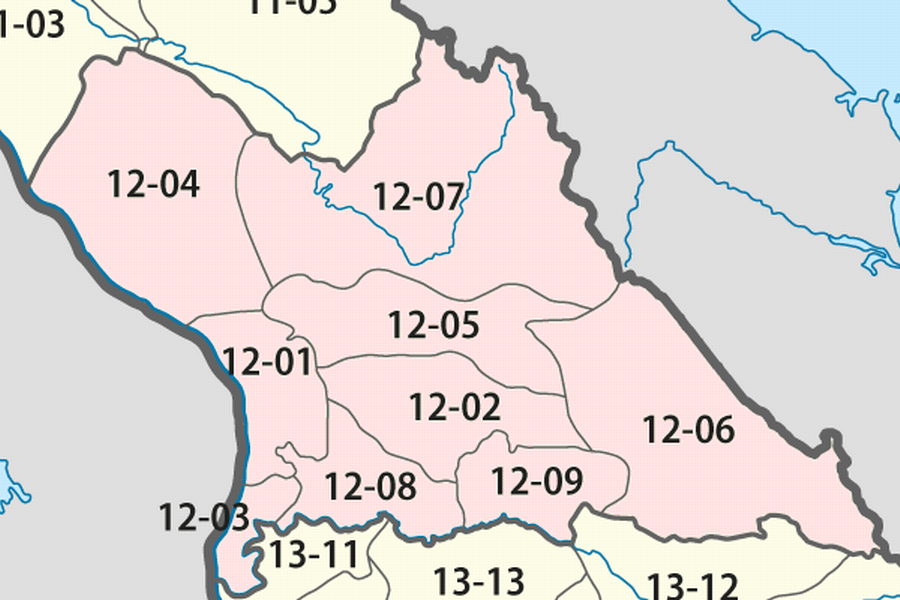
Podział prowincji Khammouan

| №     | Dystrykt    | Prowincja           |
| ----- | ----------- | ------------------- |
| 12-01 | Thakhek     | Prowincja Khammouan |
| 12-02 | Mahaxay     | Prowincja Khammouan |
| 12-03 | Nongbok     | Prowincja Khammouan |
| 12-04 | Hinboon     | Prowincja Khammouan |
| 12-05 | Nhommalath  | Prowincja Khammouan |
| 12-06 | Bualapha    | Prowincja Khammouan |
| 12-07 | Nakai       | Prowincja Khammouan |
| 12-08 | Xebangfay   | Prowincja Khammouan |
| 12-09 | Xaybuathong | Prowincja Khammouan |
| 12-10 | Kounkham    | Prowincja Khammouan |

### Prowincja Savannakhét

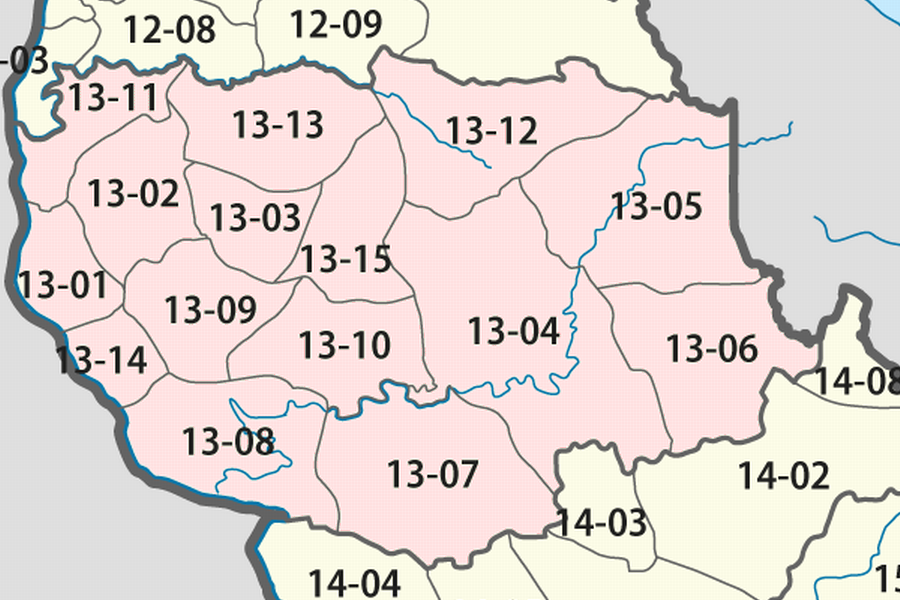
Podział prowincji Savannakhét

| №     | Dystrykt           | Prowincja             |
| ----- | ------------------ | --------------------- |
| 13-01 | Kaysone Phomvihane | Prowincja Savannakhét |
| 13-02 | Outhoomphone       | Prowincja Savannakhét |
| 13-03 | Atsaphangthong     | Prowincja Savannakhét |
| 13-04 | Phine              | Prowincja Savannakhét |
| 13-05 | Sepone             | Prowincja Savannakhét |
| 13-06 | Nong               | Prowincja Savannakhét |
| 13-07 | Thapangthong       | Prowincja Savannakhét |
| 13-08 | Songkhone          | Prowincja Savannakhét |
| 13-09 | Champhone          | Prowincja Savannakhét |
| 13-10 | Khanthabouly       | Prowincja Savannakhét |
| 13-11 | Xaybuly            | Prowincja Savannakhét |
| 13-12 | Vilabuly           | Prowincja Savannakhét |
| 13-13 | Atsaphone          | Prowincja Savannakhét |
| 13-14 | Xonboly            | Prowincja Savannakhét |
| 13-15 | Thaphalanxay       | Prowincja Savannakhét |

### Prowincja Saravane

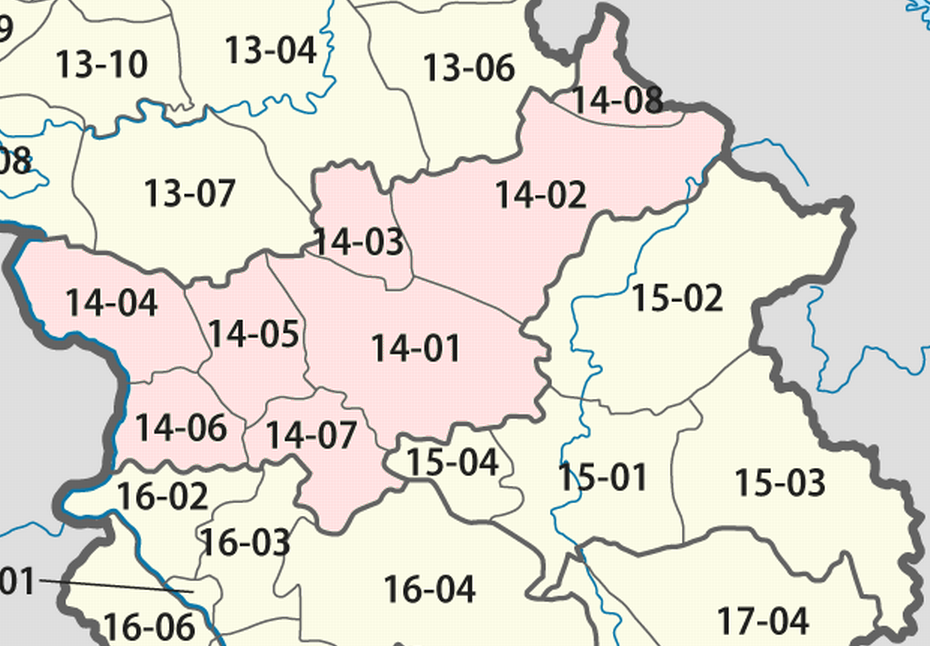
Podział prowincji Saravane

| №     | Dystrykt     | Prowincja          |
| ----- | ------------ | ------------------ |
| 14-01 | Salavan      | Prowincja Saravane |
| 14-02 | Ta Oi        | Prowincja Saravane |
| 14-03 | Toumlarn     | Prowincja Saravane |
| 14-04 | Lakhonepheng | Prowincja Saravane |
| 14-05 | Vapy         | Prowincja Saravane |
| 14-06 | Khongxedone  | Prowincja Saravane |
| 14-07 | Lao Ngarm    | Prowincja Saravane |
| 14-08 | Samuoi       | Prowincja Saravane |

### Prowincja Xékong
| №     | Dystrykt  | Prowincja        |
| ----- | --------- | ---------------- |
| 15-01 | Lamarm    | Prowincja Xékong |
| 15-02 | Kaleum    | Prowincja Xékong |
| 15-03 | Dakcheung | Prowincja Xékong |
| 15-04 | Thateng   | Prowincja Xékong |

### Prowincja Champasak

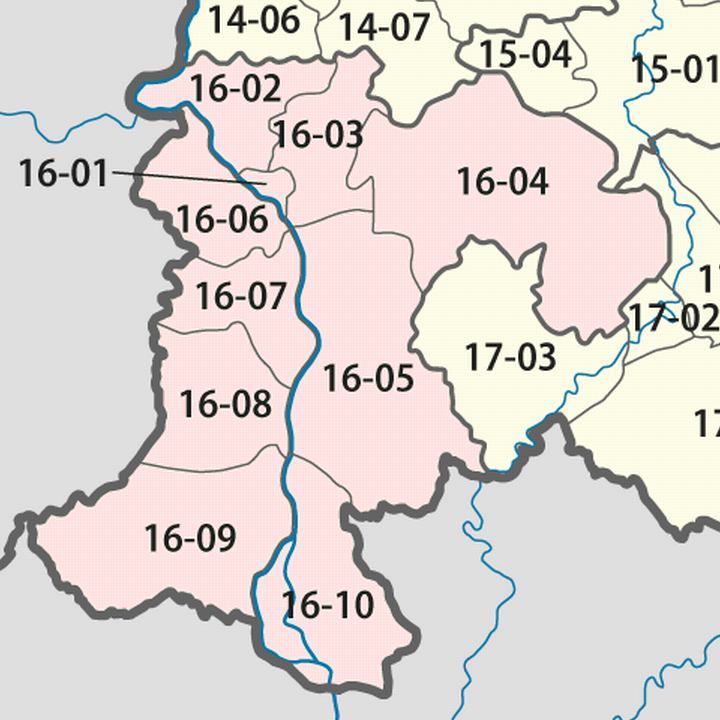
Podział prowincji Champasak

| №     | Dystrykt            | Prowincja           |
| ----- | ------------------- | ------------------- |
| 16-01 | Paksé               | Prowincja Champasak |
| 16-02 | Sanasomboon         | Prowincja Champasak |
| 16-03 | Bachiangchaleunsook | Prowincja Champasak |
| 16-04 | Paksong             | Prowincja Champasak |
| 16-05 | Pathoomphone        | Prowincja Champasak |
| 16-06 | Phonthong           | Prowincja Champasak |
| 16-07 | Champassack         | Prowincja Champasak |
| 16-08 | Sukhuma             | Prowincja Champasak |
| 16-09 | Moonlapamok         | Prowincja Champasak |
| 16-10 | Khong (Laos)        | Prowincja Champasak |

### Prowincja Attapu

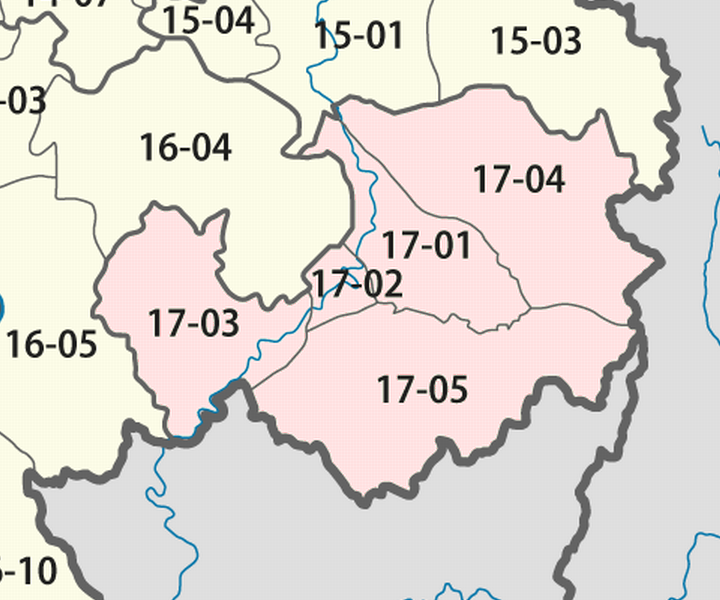
Podział prowincji Attapu

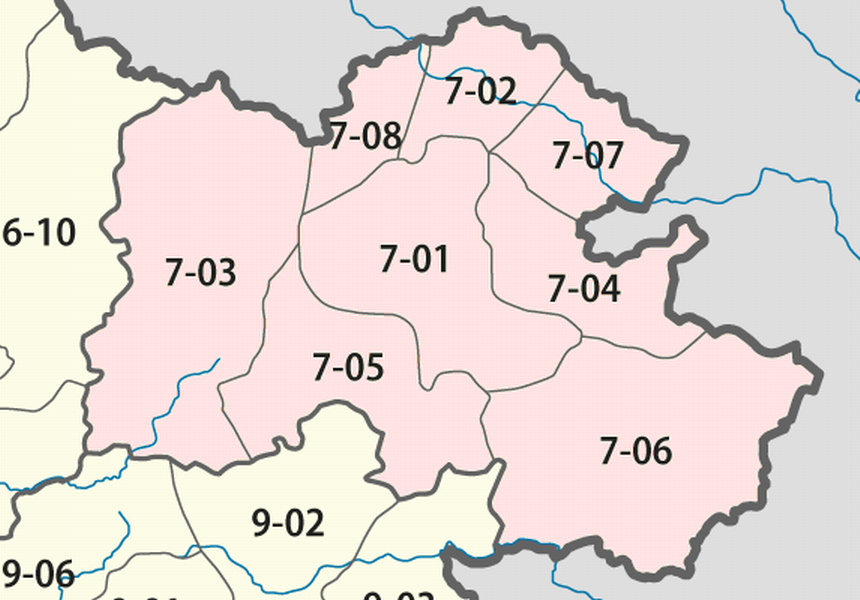
Podział prowincji Houaphan

| №     | Dystrykt                    | Prowincja        |
| ----- | --------------------------- | ---------------- |
| 17-01 | Xaysetha (prowincja Attapu) | Prowincja Attapu |
| 17-02 | Samakkhixay                 | Prowincja Attapu |
| 17-03 | Sanamxay                    | Prowincja Attapu |
| 17-04 | Sanxay                      | Prowincja Attapu |
| 17-05 | Phouvong                    | Prowincja Attapu |